# Лутковский, Иван Сергеевич
Ива́н Серге́евич Лутко́вский (1805—1888) — генерал-адъютант, генерал от артиллерии, член Военного совета.

## Семья
Родился 25 марта 1805 года, происходил из дворян Смоленской губернии, сын Юхновского уездного предводителя дворянства отставного подпоручика Сергея Алексеевича Лутковского от брака с Александрой Ивановной Кирковой.
Иван Сергеевич Лутковский был женат на Марии Алексеевне, урождённой Штерич (по 1-му браку княгиня Щербатова), их дочь Варвара была замужем в 1-м браке за камергером Н. Д. Глинкой и 2-м браке за тайным советником бароном К. П. Икскуль-фон-Гильденбандом.

## Биография
Получил домашнее образование. 4 апреля 1822 года поступил на службу юнкером в лейб-гвардии конную артиллерию. 8 января 1824 года произведён в прапорщики с зачислением в батарейную батарею лейб-гвардии конной артиллерии.
Во время событий 14 декабря 1825 года участвовал в подавлении мятежа, за что удостоен Монаршей признательности. 2 сентября 1826 года произведён в подпоручики.
Принимал участие в русско-турецкой войне 1828—1829 годов и отличился при осаде крепости Варны. При усмирении польского мятежа в 1831 году находился в авангарде под командой генерал-адъютанта Бистрома; в сражении 6—7 мая близ Старого Якаца передавал приказания под сильным пушечным и ружейным огнём; при отступлении гвардейского корпуса от Снядова в сражении близ Рудки ранен ружейной пулей в правую ногу. За отличия в этой кампании награждён орденами св. Анны 3-й степени с бантом и св. Владимира 4-й степени с бантом, а по возвращении в Россию 10 октября произведён в поручики.
В ноябре 1832 года переведён в легкую № 2 батарею; в июне 1833 года произведён в штабс-капитаны; в январе 1834 года — в капитаны. В 1836 году получил должность командира лёгкой № 3 батареи; вскоре затем произведён в полковники и пожалован бриллиантовым перстнем. В 1838 году сопровождал императора Николая I во время путешествия Его Величества в Берлин и Стокгольм.
В 1841 году назначен адъютантом к великому князю Михаилу Павловичу по званию главнокомандующего гвардейским и гренадерским корпусами.
Одним из главнейших видов деятельности Лутковского за этот период были командировки для осмотра различных частей артиллерии. Он осматривал Брянский арсенал, проверял в Георгиевске горную артиллерию, осматривал находившиеся на Кавказе донские батареи; в 1844 и 1845 годах был командирован для осмотра многих батарей в строевом отношении и в особенности в практических занятиях; в 1846 — осматривал артиллерийские бригады и гарнизоны Южного, Дунайского, Киевского и Московского округов, а также и города Новочеркасска. 7 апреля 1846 года произведён в генерал-майоры, с оставлением при генерал-фельдцейхмейстере и по полевой конной артиллерии. В 1847 году командирован в Динабург для производства исследования о недостатках оружия и других предметов. В 1848—1849 годах осматривал артиллерийские части в Тирасполе, Калуге, Бобруйске, Бендерах, на Охтенском пороховом заводе и участвовал в трудах комиссии для пересмотра правил практических учений.
19 сентября 1849 года зачислен в свиту Его Императорского Величества. В июне 1850 года командирован по Высочайшему повелению для поиска в Херсонской, Киевской, Волынской, Гродненской и Курляндской губерниях, а также в Виндаве и Либаве сухих дубовых лесов, годных для построек в артиллерии, и проведения рекрутских наборов, потом состоял членом в комиссии для производотва опытов над толстостенными и тонкостенными картечными гранатами.
6 марта 1853 года Лутковский назначен начальником артиллерии, состоявшей при резервной кавалерии; в 1854 году формировал резервные батареи 2-й конно-артиллерийской дивизии, а в мае 1855 года назначен исправляющим должность начальника артиллерии Западной армии.
По окончании Восточной войны, 25 января 1856 года, получил назначение на должность директора Артиллерийского департамента и 15 апреля пожалован в генерал-адъютанты к Его Императорскому Величеству. 26 августа 1856 года произведён в генерал-лейтенанты. Должность директора Артиллерийского департамента Лутковский занимал до 1862 года и за время почти семилетнего управления департаментом помимо прямых своих обязанностей принимал участие в решении административных вопросов в различных комиссиях и комитетах, состоял членом временного комитета для обсуждения преобразования артиллерийского управления и комитета по составлению предположений о преобразовании заведений военных кантонистов в кантонистские училища, председательствовал в комиссии об улучшении полкового обоза.
В 1861 году получил орден св. Александра Невского за труды по вооружению крепостей и, как сказано в Высочайшей грамоте, «по заведыванию артиллерийскими техническими заведениями, значительно усилившимися с предпринятыми за последнее время усовершенствованиями».
12 декабря 1862 года состоялось назначение Лутковского членом Военного совета и инспектором войск. В следующсм году он был командирован в Восточную Сибирь, в Амурскую и Приамурскую области, для осмотра находившихся там войск, а также частей, находившихся в Западной Сибири. 20 мая 1868 года произведён в генералы от артиллерии. В 1869 году учрежден комитет для рассмотрения предположений генерал-губернатора Восточной Сибири по устройству и управлению Приамурской области, председателем которого был назначен генерал Лутковский, как хорошо знавший отдаленную восточную окраину империи. Одновременно с этим он принимал участие, по званию члена Военного совета, в составлении, рассмотрении и введении в действие положений об освобождении от обязательного труда и устройстве быта поселян Охтенского порохового, Тульского, Ижевского и Сестрорецкого оружейных заводов, а также, в качестве члена комиссии, в трудах по перевооружению армии.
В феврале 1872 года Лутковский был назначен прсдседателем Главного военно-тюремного комитета. В том же году получил золотую украшенную бриллиантами табакерку с портретом Его Величества, а в 1878 году — бриллиантовый перстень с таким же портретом. В день коронования Его Величества, 15 мая 1883 года, император Александр III пожаловал Лутковскому орден св. Андрея Первозванного, при грамоте следующаго содержания:

«Отличные дарования ваши и ревностная служба в строевых частях гвардейской артиллерии, ещё в молодых годах, обратили на себя особое внимание блаженной памяти Августейшего генерал-фельдцейхмейстера Великого Князя Михаила Павловича. Будучи назначен сначала адъютантом, а потом по особым поручениям к Его Императорскому Высочеству, вы успели в течение нескольких лет, исполняя с особым усердием возлагаемые на вас поручения и работы, вполне ознакомиться с сложной технической и хозяйственной администрацией артиллерийского ведомства и подготовиться к занятию ответственной должности директора бывшего артиллерийского департамента военного министерства, каковую и исполняли в течение семи лет с всегдашним отличием и пользой. Со времени назначения вас членом Военного совета, в течение двадцати лет вы постоянно приинимали самое деятельное и полезное участие в рассмотрении законодательных и хозяйственных вопросов, вносимых в это высшее по военному ведомству учреждение. Ныне, будучи старейшим из членов Военного совета и заступая место председателя оного, в случаях отсутствия военного министра, вы не перестаете оказывать энергичное и опытное содействие ваше к правильному решению дел и должному порядку в устройстве военного хозяйства, Сегодня, в день священного коронования Моего, Я считаю приятным для себя долгом вспомнить о продолжительных и отличных заслугах ваших на службе в Бозе почившим Императорам: Моему деду и незабвенному Моему родителю. В воздаяние этих заслуг и желая почтить в лице вашем, как старшем из членов Военного совета, достойную деятельность этого высшего учреждения, Я жалую вас кавалером Императорского ордена св. апостола Андрея Первозванного».
В должности члена Военного совета Лутковский прослужил более двадцати шести лет и оставался в ней до конца своей жизни.
Скончался 27 декабря 1888 года.
Д. А. Милютин писал, что о Лутковском «нельзя иначе отозваться, как о человеке хорошем и дельном».

## Награды
Среди прочих наград Лутковский имел российские ордена:
- Орден Святой Анны 4-й степени (1828 год)
- Польский знак отличия за военное достоинство (Virtuti Militari) 4-й степени (1831 год)
- Орден Святой Анны 3-й степени с бантом (1831 год)
- Орден Святого Владимира 4-й степени с бантом (1831 год)
- Орден Святого Владимира 3-й степени (1843 год)
- Орден Святого Георгия 4-й степени (12 января 1846 года, за беспорочную выслугу 25 лет в офицерских чинах, № 7404 по кавалерскому списку Григоровича — Степанова)
- Орден Святого Станислава 1-й степени (1849 год)
- Орден Святой Анны 1-й степени (1851 год)
- Орден Святого Владимира 2-й степени (1855 год)
- Орден Белого орла (1857 год)
- Орден Святого Александра Невского (23 апреля 1861 года, алмазные знаки к этому ордену пожалованы 19 апреля 1864 года)
- Орден Святого Владимира 1-й степени (1874 год)
- Орден Святого Андрея Первозванного (15 мая 1883 года)

Иностранные ордена:
- Кавалерский крест шведского ордена Меча (1831 год)
- Прусский орден Красного орла 3-й степени (1831 год)